# Hurstbourne Tarrant
Pour les articles homonymes, voir Hurstbourne.
Hurstbourne Tarrant est un village et une paroisse civile du Hampshire, en Angleterre. Il est situé dans le nord-ouest du comté, à une dizaine de kilomètres au nord de la ville d'Andover. Administrativement, il relève du district de Test Valley. Au recensement de 2011, il comptait 864 habitants.

## Étymologie
Le nom du village est attesté sous la forme Hysseburnan à la fin du IXe siècle. Dans le Domesday Book, compilé en 1086, il apparaît sous la forme Esseborne. Ce nom se compose des éléments vieil-anglais burna, qui désigne un ruisseau, et hysse, qui désigne une sorte de plante aquatique, probablement du genre Phalaris. Le suffixe « Tarrant » permet de distinguer ce village de celui de Hurstbourne Priors, situé à une dizaine de kilomètres au sud-est. Il signale que ce domaine appartenait au Moyen Âge à l'abbaye de Tarrant.

## Personnalités liées
- L'artiste peintre Anna Lea Merritt (1844-1930) est morte à Hurstbourne Tarrant.